# 五島典昭
五島 典昭（ごとう のりあき、1955年〈昭和30年〉 - ）は、東京都出身の日本の神職。肥前福江藩五島家第35代当主。

## 経歴
東京都で一般的なサラリーマン家庭の次男として生まれる。
青山学院大学を卒業後は、近畿日本ツーリストに入社。東京本社の海外旅行担当課長などを歴任する。
31歳の時に母方の縁戚に当たる、福江藩五島家に養子入りをし、当主に就く。五島家は先代当主の盛輝が1945年9月2日に長崎への原爆投下の影響を受けて、40歳で亡くなって以来当主が不在であった。典昭の母が盛輝の夫人の12歳下の妹であったため、養子入りの話が決まったという。
2005年に49歳で近畿日本ツーリストを退職し、五島市に移住した。自身の旅行会社での経験を生かし、観光面からの地域貢献に取り組んでいる。かつての五島家の居城の福江城の隠殿屋敷の修復、公開や自ら「城主」として観光客を迎えている。
また、國學院大學の講座で神職の資格を取得し、2020年からは城内の城山神社宮司に就任している。五島神楽の連合会会長も務めている。
また、福江商工会議所の観光サービス部会会長も務めている。

## 系譜
- 母方の曽祖父は琉球王国の最後の王・尚泰王である[1]。